# Columbia Lake Indian Reserve 3
Columbia Lake Indian Reserve 3 är ett reservat i Kanada.   Det ligger i provinsen British Columbia, i den södra delen av landet, 3 000 km väster om huvudstaden Ottawa. Columbia Lake Indian Reserve 3 ligger vid sjön Windermere Lake.
I omgivningarna runt Columbia Lake Indian Reserve 3 växer i huvudsak barrskog. Trakten runt Columbia Lake Indian Reserve 3 är nära nog obefolkad, med mindre än två invånare per kvadratkilometer.